# Walter e i suoi cugini
Walter e i suoi cugini è un film commedia del 1961 diretto da Marino Girolami.

## Trama
Walter Colasuonno è un immigrato di Andria a Milano, oramai totalmente integrato. La sua quotidianità vien stravolta dall'arrivo di due cugini anche essi Andriesi, Nicola e Rosario, che gli somigliano come gocce d'acqua, e che trovano difficoltà nell'impatto con la grande città.

## Produzione
L'idea della trama del film prende spunto dal film uscito l'anno precedente Rocco e i suoi fratelli con Alain Delon e Renato Salvatori. Walter Chiari interpreta tutti e tre i protagonisti con battute in perfetto dialetto andriese, dialetto che ben conosce in quanto, pur essendo nato a Verona, i genitori erano originari della Puglia, e la madre proprio di Andria.